# Catherine Jacob
Catherine Jacob (ur. 16 grudnia 1956 w Paryżu) – francuska aktorka filmowa i telewizyjna.
Zdobywczyni nagrody Cezara dla najbardziej obiecującej aktorki za rolę Marie-Thérèse w filmie Życie to długa, spokojna rzeka (1988) oraz trzech nominacji za role drugoplanowe w filmach Ciocia Danielle (1990), Dziękuję ci, życie (1991) i Dziewięć miesięcy (1994). Wystąpiła również w takich filmach, jak Bóg jest wielki a ja malutka, Umieram z głodu i wielu innych.

## Wybrana filmografia
- 1988: Życie to długa, spokojna rzeka jako Marie-Thérèse
- 1990: Ciocia Danielle jako Catherine Billard
- 1990: Mój ojciec, ten bohater jako Christelle
- 1991: Dziękuję ci, życie jako Evangéline Pelleveau, matka w młodym wieku
- 1994: Dziewięć miesięcy jako Dominique
- 1997: XXL jako Lorène Benguigui
- 2001: Umieram z głodu jako Lily
- 2001: Bóg jest wielki, a ja malutka jako Evelyne
- 2004: Kiedy będę miała 20 lat jako pani Goldman
- 2014: Eks mojego życia jako Daphné